# Givet
Givet (Waals: Zjivè) is een gemeente in het noorden van Frankrijk, in het departement Ardennes, tegen de grens met België aan. De gemeente telde 6.356 inwoners op 1 januari 2022. De Maas stroomt er België in.
Givet behoort tot de streek van de Franse Ardennen en tot de Calestienne. De pointe de Givet, bestaande uit Givet en omstreken, is het enige deel van Frankrijk waar men Waals spreekt. Tot het einde van de 17e eeuw viel het gebied onder de Zuidelijke Nederlanden.

## Geschiedenis
Aan het einde van de middeleeuwen behoorde Givet tot het prinsbisdom Luik. Keizer Karel V kreeg het in de 16e eeuw in handen en liet er boven de Maas het Fort Charlemont bouwen. Deze vesting speelde een rol in de Tachtigjarige Oorlog, toen troepen van Don Juan van Oostenrijk het in de zomer van 1577 bezetten. De aanval op Namen en Givet luidde het einde in van het Eeuwig Edict.
In 1680 kwam het kasteel bij de Vrede van Nijmegen in het bezit van koning Lodewijk XIV, die in 1699 Givet bij het Verdrag van Rijsel, een uitvloeisel van de Vrede van Rijswijk, definitief kreeg toegewezen. Koning Lodewijk XIV liet vervolgens de bekende vestingbouwer Vauban het fort Charlemont plus andere fortificaties in Givet versterken.
Aan het begin van de Eerste Wereldoorlog, eind augustus 1914, werd Givet drie dagen lang gebombardeerd. Tegen het einde van de Tweede Wereldoorlog reikte het Duitse Ardennenoffensief op 24 december 1944 tot aan de noordelijke rand van Givet. Destijds waren er 11.000 Amerikaanse soldaten in de gemeente gelegerd.

## Geografie
De oppervlakte van Givet bedroeg op 1 januari 2022 18,41 vierkante kilometer; de bevolkingsdichtheid was toen 345,2 inwoners per km².
Givet ligt tegen de grens met België aan de Maas. De loop van de Houille vormt af en toe de grens met Frankrijk en stroomt bij Givet in de Maas. De onderstaande kaart toont de ligging van Givet met de belangrijkste infrastructuur en aangrenzende gemeenten.

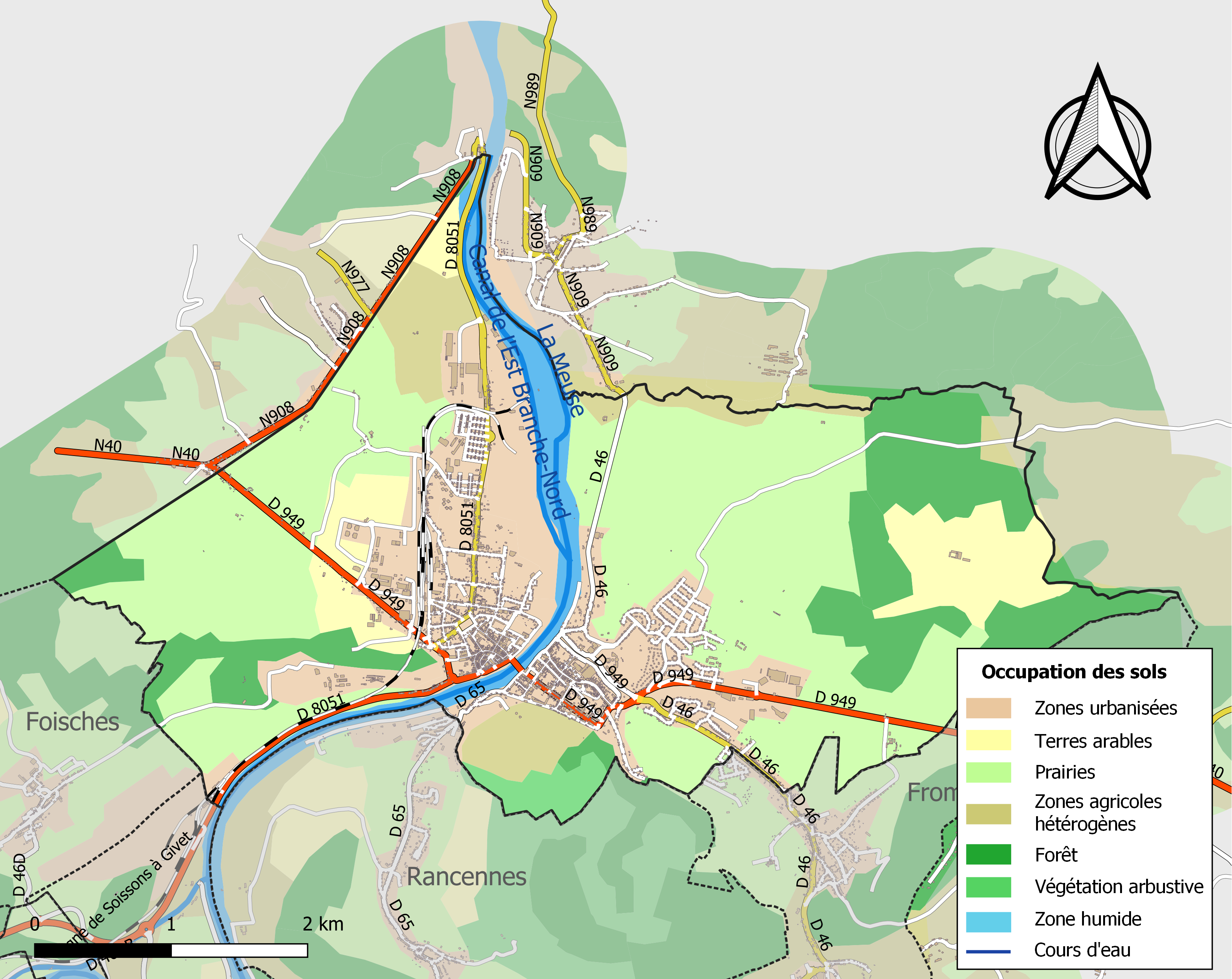

## Demografie
Onderstaande figuur toont het verloop van het inwoneraantal van Givet vanaf 1962.
Vanwege een beveiligingsprobleem met de MediaWiki Graph-software is het momenteel niet mogelijk deze grafiek weer te geven. Zodra de software is bijgewerkt zal de grafiek vanzelf weer zichtbaar worden.

## Bezienswaardigheden

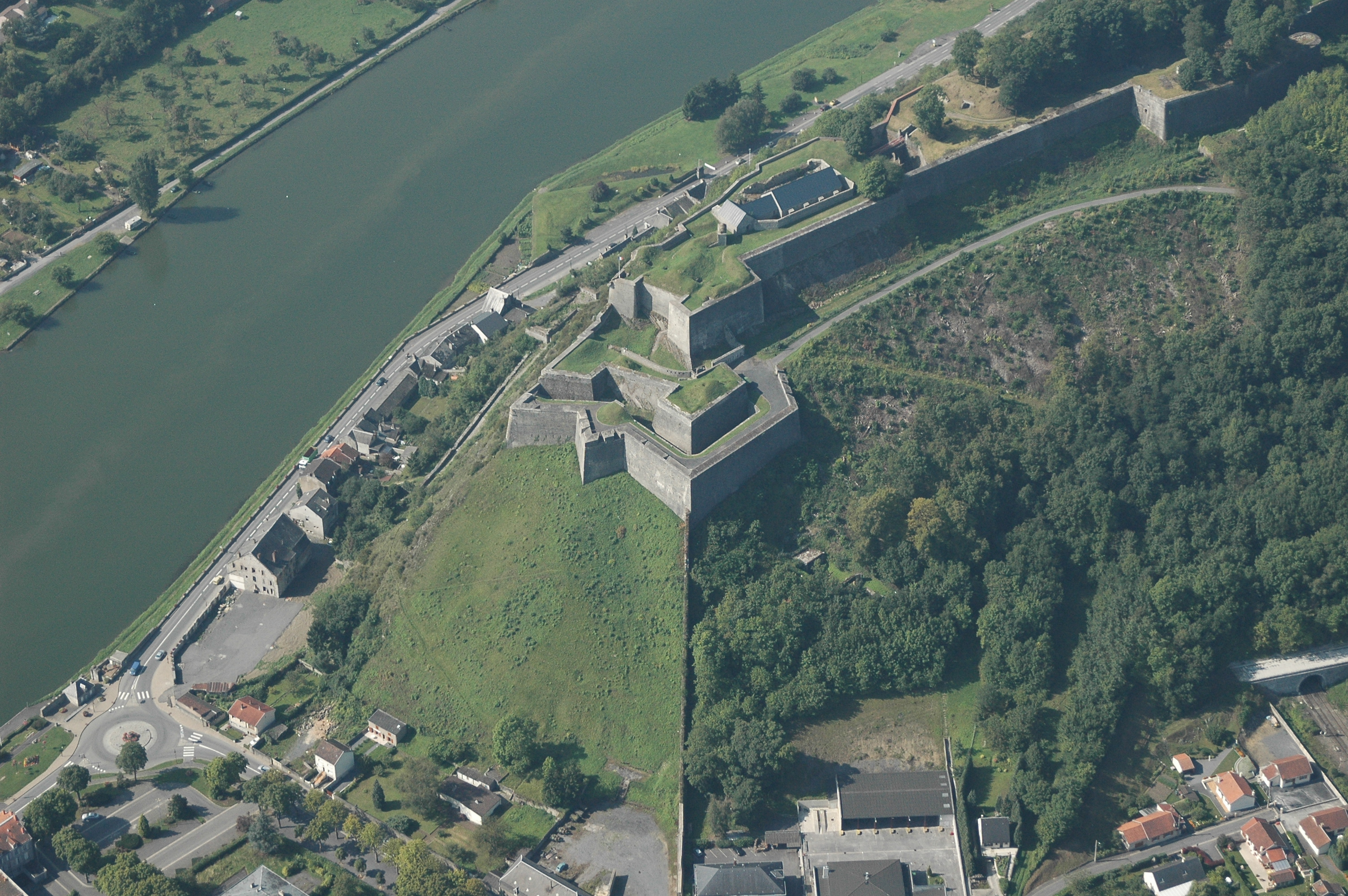
Een klein deel van het fort van boven gezien, linksonder ligt Givet en rechtsonder is de spoortunnel nog te zien

De huidige Notre-Dame-kerk werd gebouwd tussen 1729 en 1732. Ze staat op de plaats van een middeleeuwse kerk die vernietigd werd in 1696. De Sint-Hilariuskerk staat aan de westzijde van de Maas en werd vanaf 1682 herbouwd nadat de vorige kerk in 1675 was verwoest. 
Met de bouw van het fort Charlemont werd in 1555 een begin gemaakt in opdracht van keizer Karel V. Het domineert Givet en de Maasvallei. Het fort en de verdedigingswerken zijn diverse malen aangepast. Tussen circa 1600 en 1675 breidden de Spanjaarden het fort uit. In 1678 werd het veroverd door het Franse leger van koning Lodewijk XIV. De plaats viel aan Frankrijk toe in 1697. Vauban kreeg de opdracht het complex uit te breiden en de werken te verbeteren. In 1874 werden diverse forten aan de grens aangepast aan de hand van de ideeën van Séré de Rivières, waaronder ook dit fort. De bastions werden verbouwd en er werd een ondergrondse trap met enkele honderden treden in de rots uitgegraven. De trap verbindt het fort met een spoortunnel. Het fort kon zo bevoorraad worden van munitie, soldaten en uitrusting en dat alles uit het zicht van de vijand en onkwetsbaar voor vijandelijk artillerievuur. In 2009 heeft het Franse leger het fort overgedragen aan de gemeente Givet.

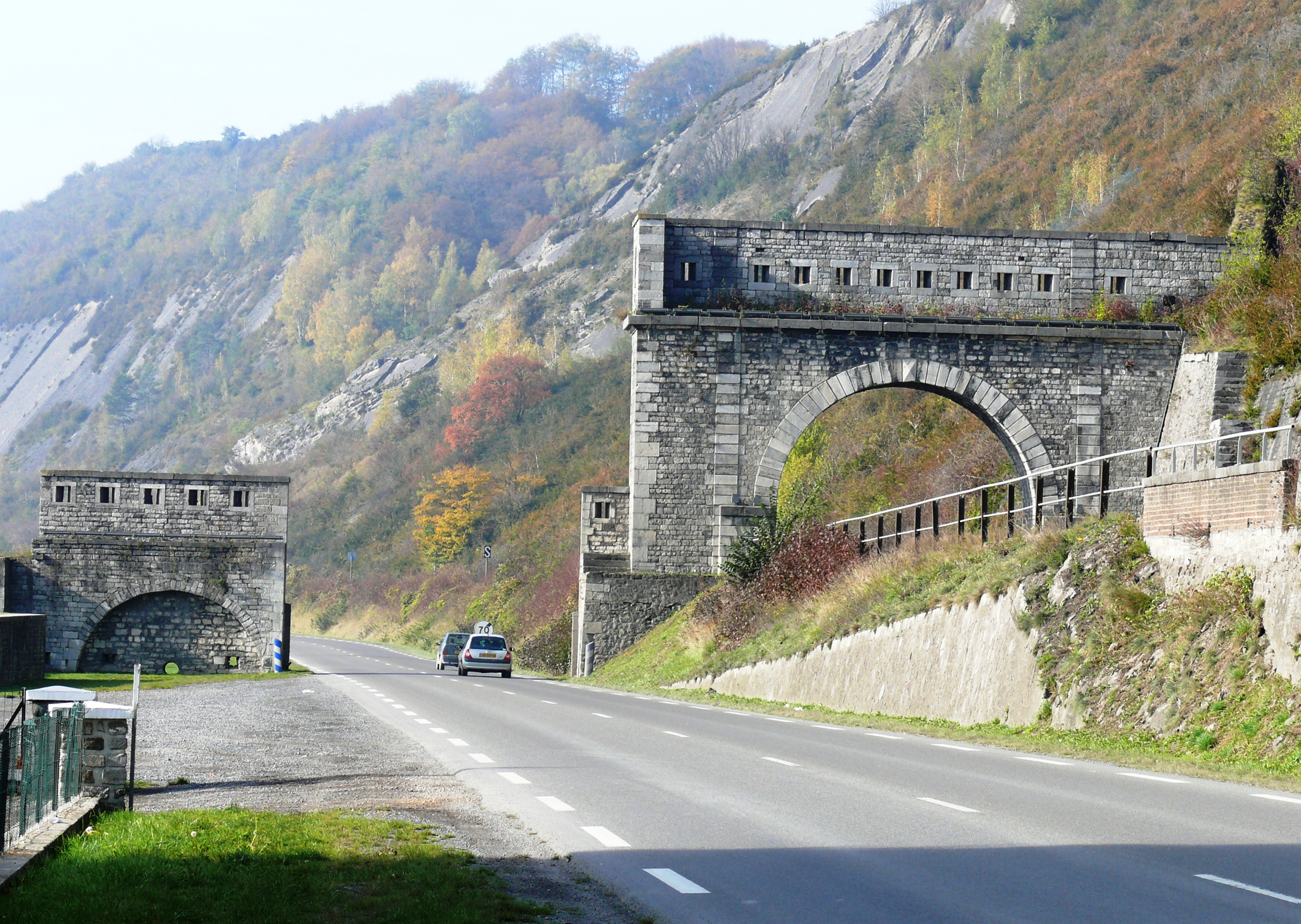
Porte de France

De Porte de France is een oude toegangspoort en staat ten zuiden van Givet op de linkeroever van de Maas. Ze werd in 1862 opgericht en ging eerst over de spoorlijn en later ook over de weg. Vanaf de poort loopt een lange verdedigingsmuur naar boven naar het fort.

## Geboren
- Étienne Nicolas Méhul (1763-1817), componist en organist

## Galerij

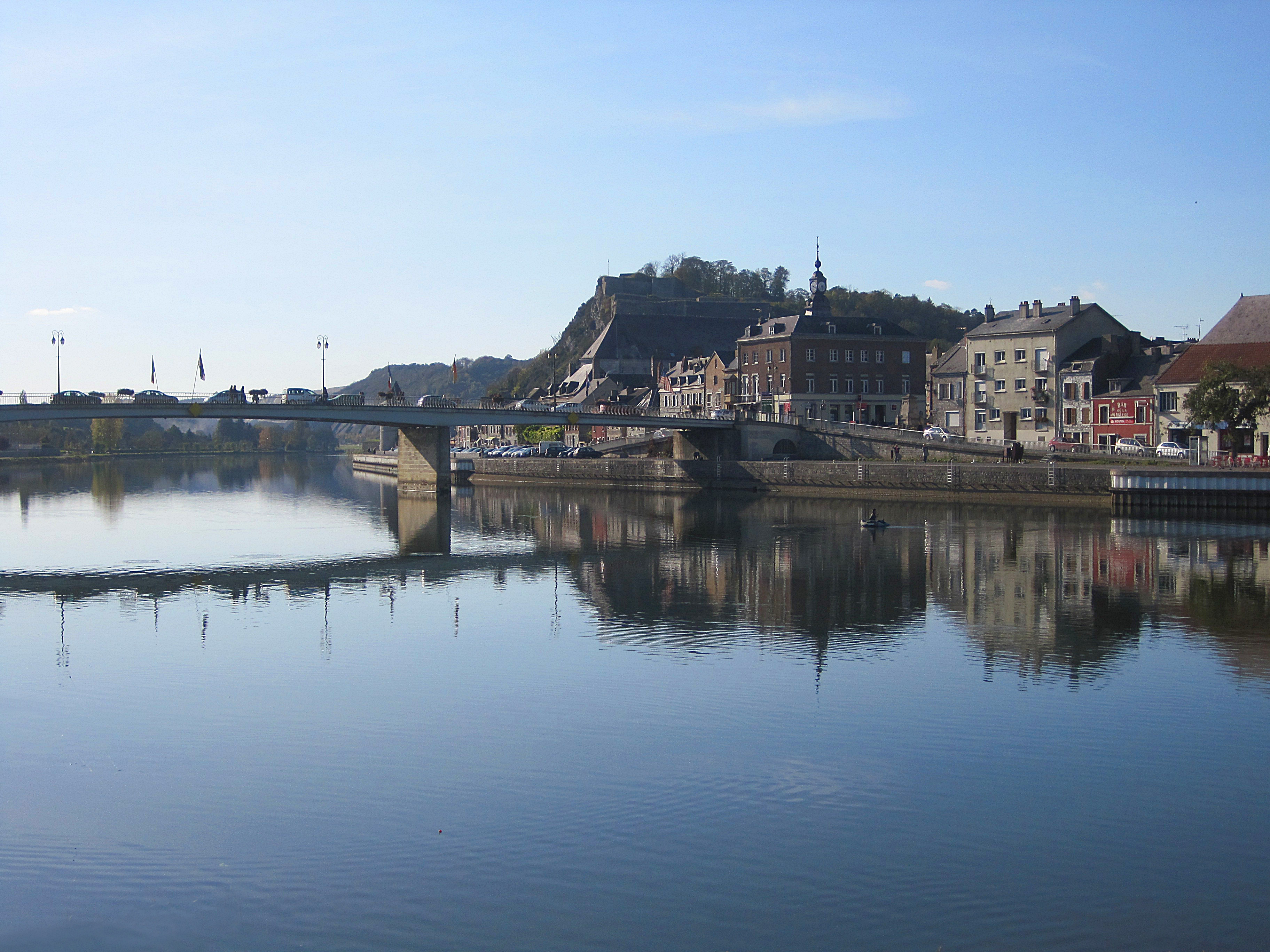
De Maas in Givet
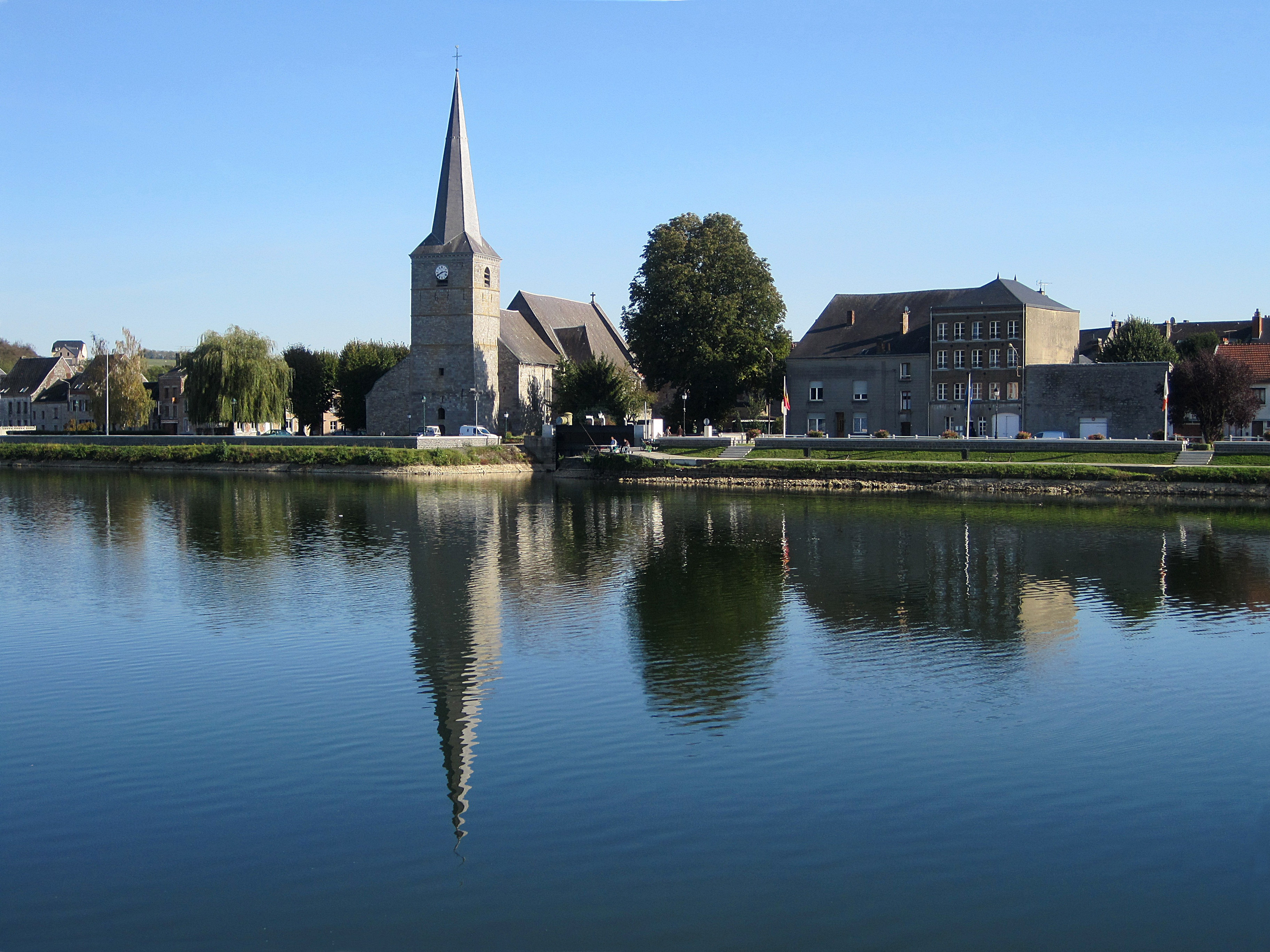
Katholieke kerk Notre-Dame in Givet
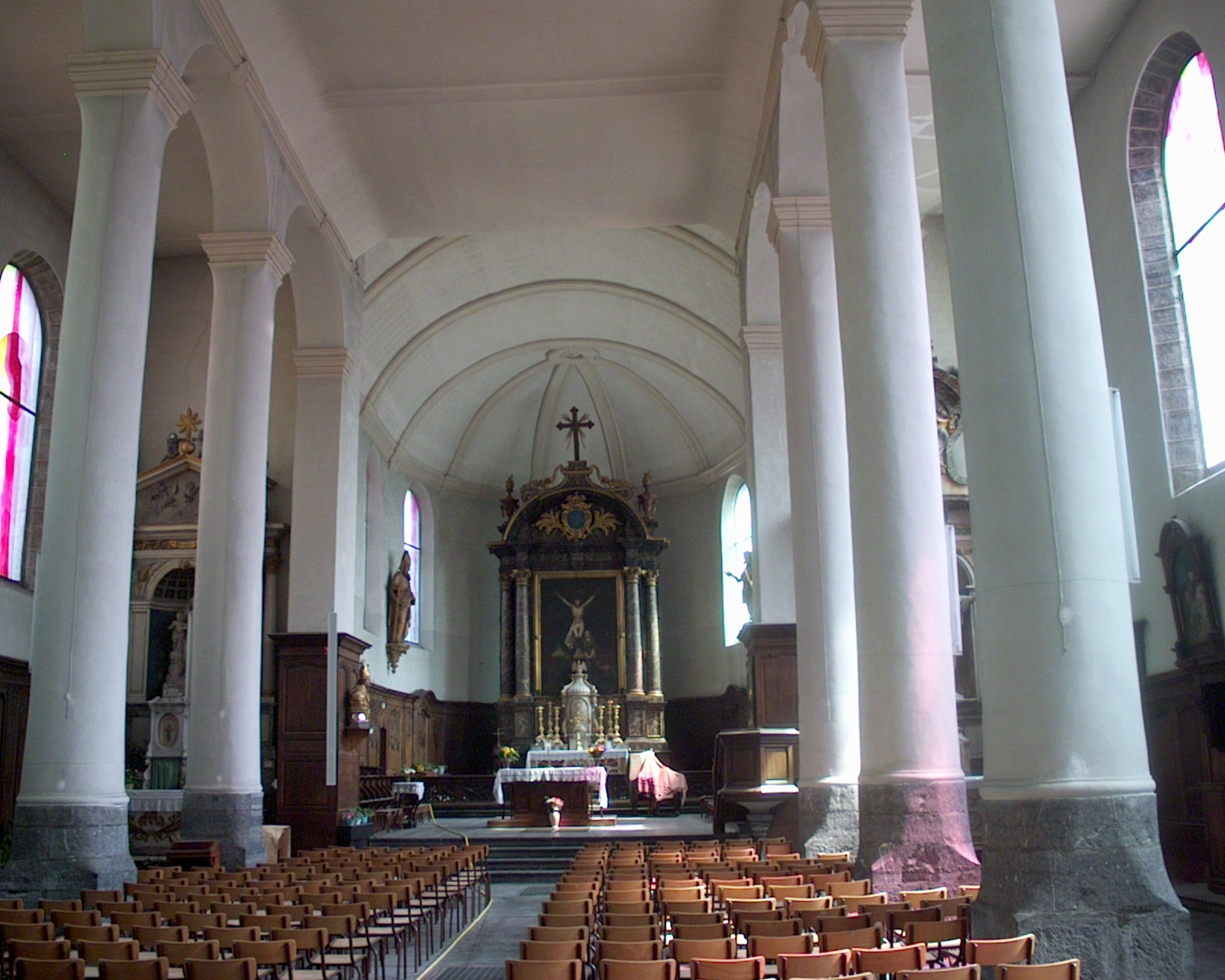
Interieur van de kerk van Saint-Hilaire in Givet
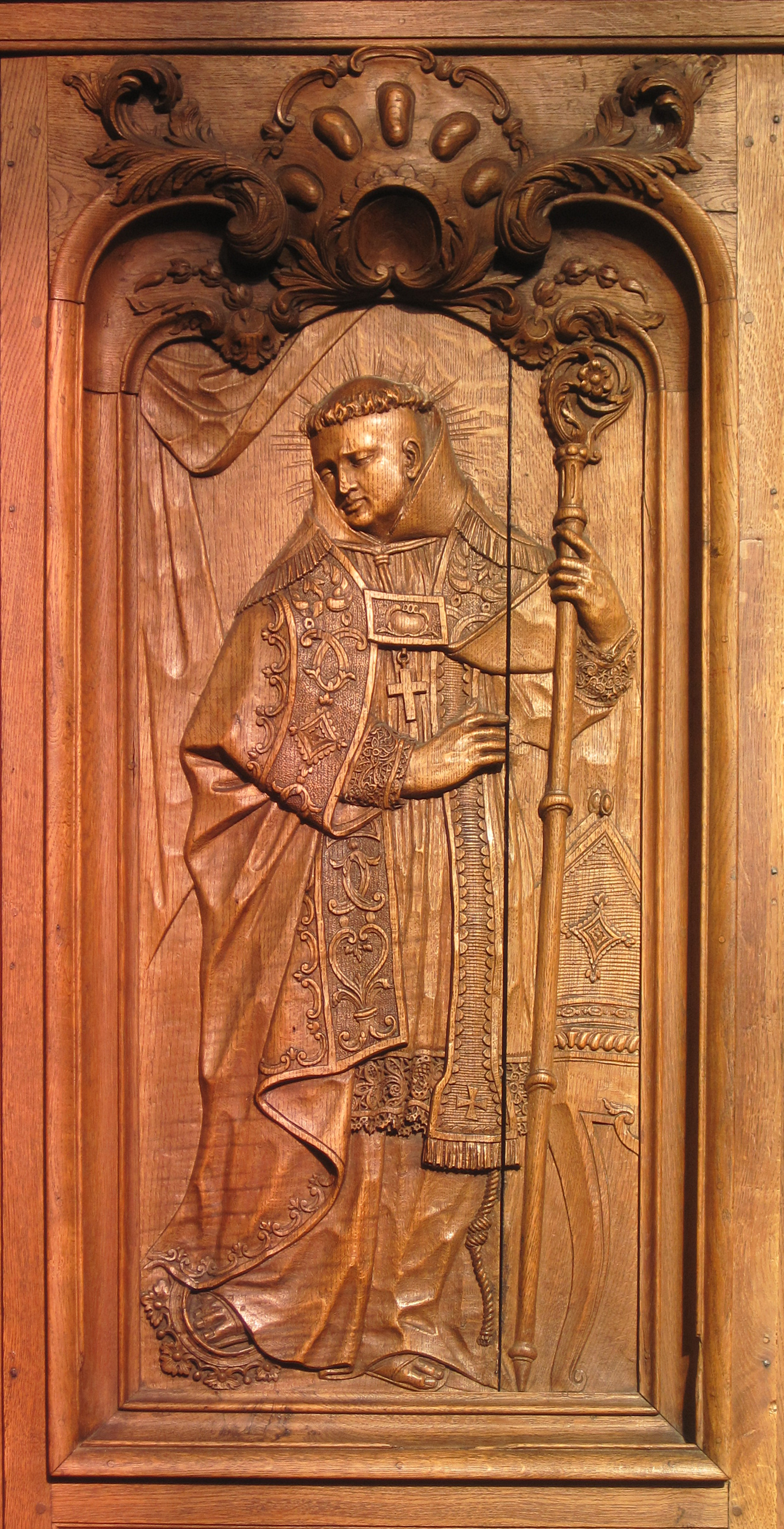
Koorgestoeltepaneel van de Saint-Hilaire in Givet
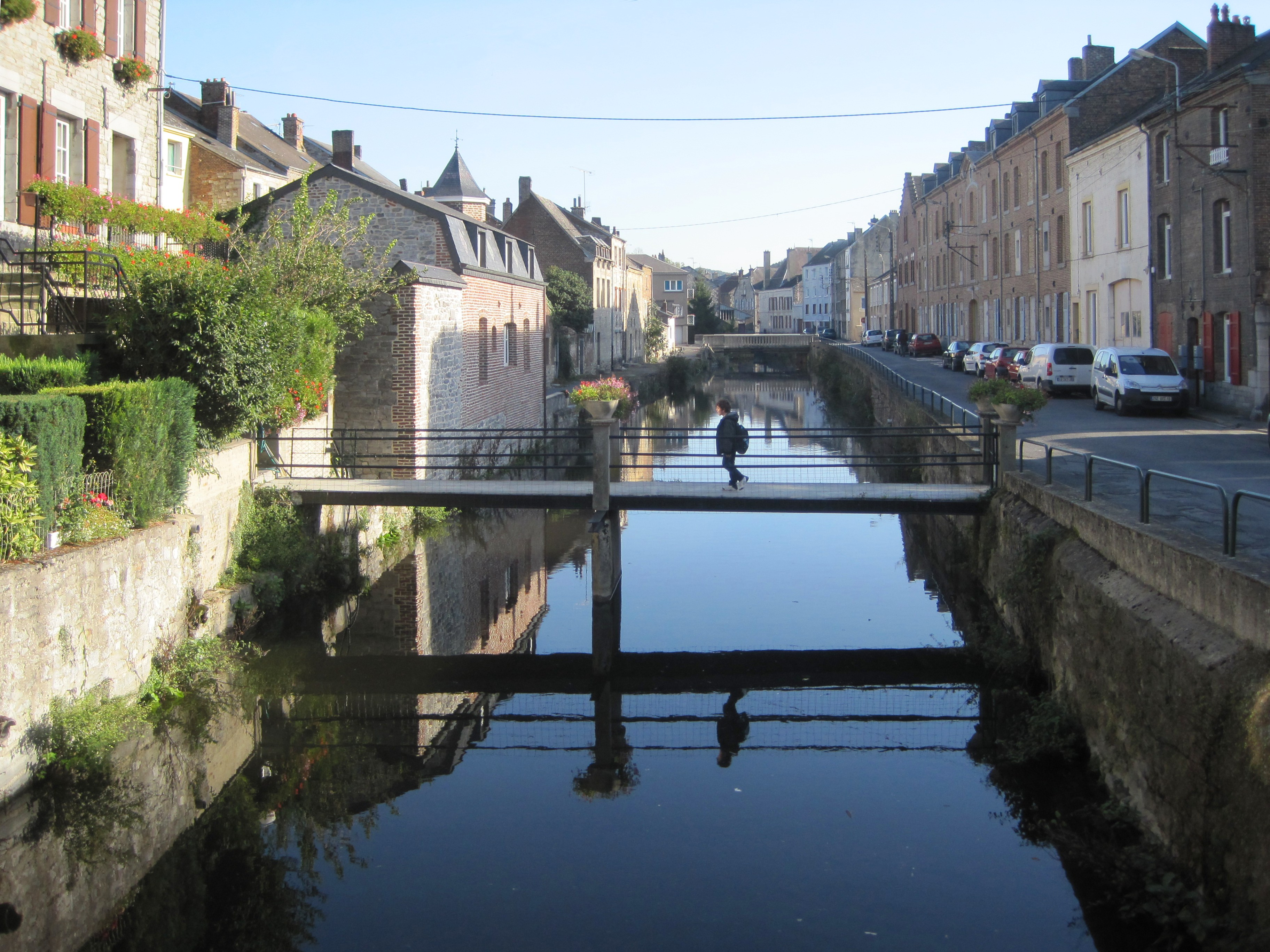
Voetgangersbrug op de Houille